# Ataxia tibialis
Ataxia tibialis là một loài bọ cánh cứng trong họ Cerambycidae.